# Festival international des ksour sahariens

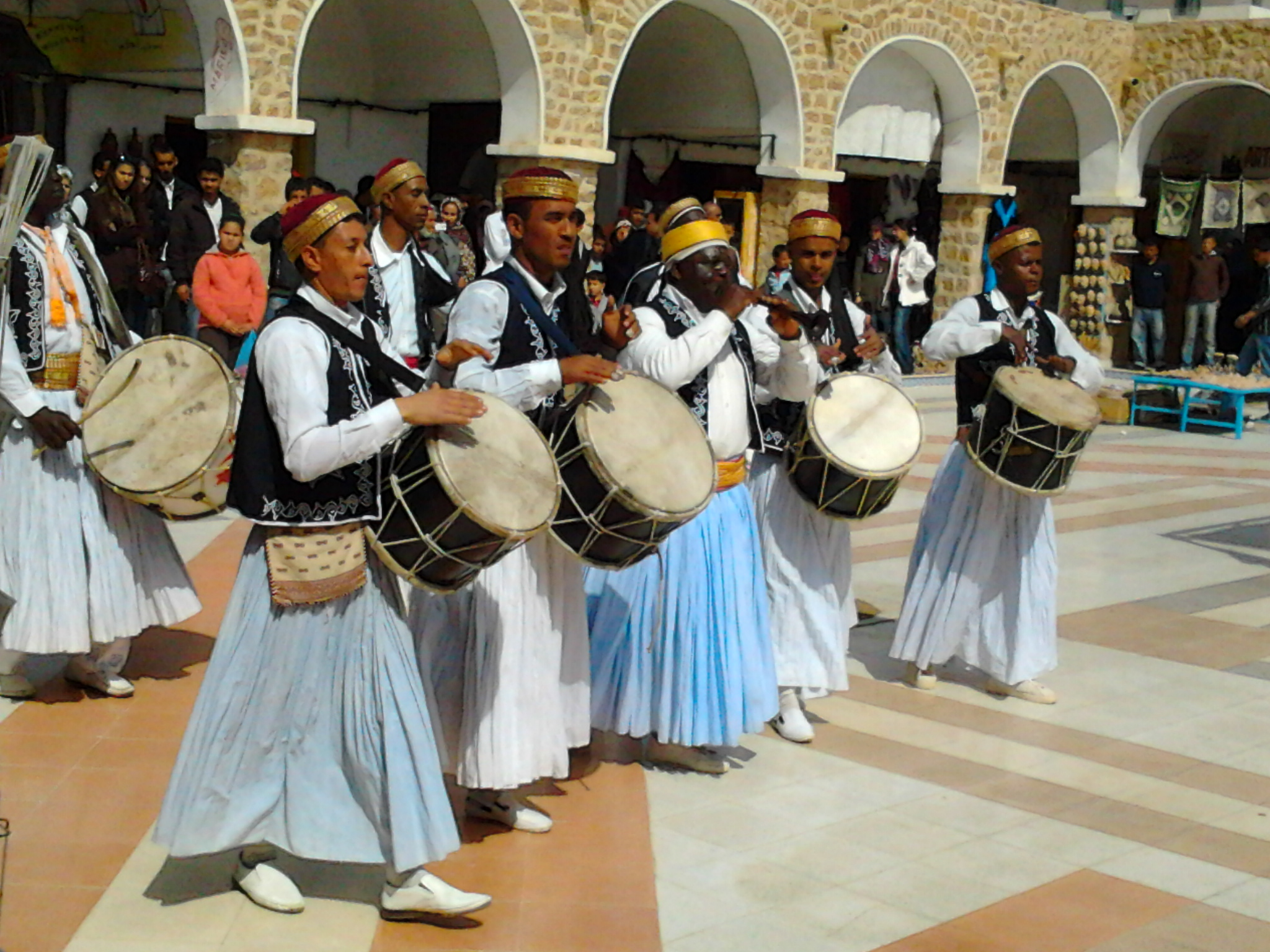
Groupe de joueurs de tambours et zokras dans le vieux souk de Tataouine à l'occasion du festival

Le Festival international des ksour sahariens est un festival annuel organisé dans la ville de Tataouine (Tunisie). 
L'événement attire des milliers de personnes de toute la Tunisie et d'autres pays du Maghreb.